# Светловодская городская община
Светловодская городская община (укр. Світловодська міська громада) — территориальная община в Александрийском районе Кировоградской области Украины.
Административный центр — город Светловодск.
Население составляет 55290 человек. Площадь — 288,2 км².
Община создана 12 июня 2020 года, путём объединения территорий Светловодского городского совета Кировоградской области и Великоскелевского, Мироновского, Павловского и Озёрского сельских советов Светловодского района.

## Населённые пункты
В состав общины входит 1 город, 1 посёлок и 8 сёл:
- Город Светловодск
- Власовский старостинский округ:
  - Посёлок Власовка
- Великоскелевский старостинский округ:
  - Великая Скелевая
  - Малая Скелевая
- Мироновский старостинский округ:
  - Мироновка
- Озёрский старостинский округ:
  - Алексеевка
  - Озёра
  - Таловая Балка
- Павловский старостинский округ:
  - Вольное
  - Павловка